# Cullowhee
Cullowhee  är en ort i Jackson County i delstaten North Carolina, USA.